# Ex septentrione lux
Ex septentrione lux (lateinisch: aus dem Norden [kommt] das Licht)  ist ein Schlagwort, das in Deutschland auf die Rettung der protestantischen Sache durch das Eingreifen des schwedischen Königs Gustav Adolf in den Dreißigjährigen Krieg im Jahr 1630 zurückgeht. 1813 nahm es Theodor Körner wieder auf, als Schweden sich den Befreiungskriegen gegen Napoleon I. anschloss (Hell aus dem Norden bricht der Freiheit Licht).
Späterhin wurde es vor allem in rassistisch und nationalistisch gesinnten Kreisen nord-, ost- und mitteleuropäischer Länder benutzt, um die vorherrschende These Ex oriente lux in Frage zu stellen. Nach ihrer Meinung lag der Ursprung aller Kultur im vorgeblich arischen Nordeuropa und Germanien, bzw. die Vorfahren der Heutigen hätten sie nach Süden verbreitet. Trotz intensiver Anstrengungen vor allem in den 1920er bis 1940er Jahren gelang es völkischen Forschern nie, überzeugende Beweise für diese archäologisch heute nicht mehr haltbare Theorie zu finden. Nach dem Zweiten Weltkrieg sind sowohl Nachdrucke entsprechender älterer Arbeiten, besonders aus der Zeit des Dritten Reiches, als auch neuere Arbeiten in erster Linie in Verlagen aus dem rechtsextremen Spektrum erschienen. In ihnen wird die angeblich kulturbringende Sendung nordischer bzw. germanischer Völker bereits in der Ur- und Frühgeschichte gegenüber den antiken Hochkulturen (beispielsweise der Griechen, Philister, Phönizier und Ägypter) betont und damit deren Überlegenheit bzw. die Abstammung von ersteren.
Zu den bekanntesten Verfechtern von Ex septentrione lux wird Jürgen Spanuth gezählt, der 1953 in seiner Veröffentlichung Das enträtselte Atlantis das untergegangene Atlantis im deutschen Helgoland an der Nordsee lokalisierte und eine bronzezeitliche Einwanderung nordeuropäischer Völker in den Mittelmeerraum postulierte. Als früher Vertreter des Nordismus wird hier der Schwede Olof Rudbeck der Ältere (1630–1702) beansprucht, der Atlantis in Uppsala platziert hatte.